# Score (enseigne)
Pour les articles homonymes, voir Score.
Ne doit pas être confondu avec Jumbo Score.
Score était une enseigne de grande distribution de supermarchés de l'île de La Réunion également présente sur d'autres marchés de l'océan Indien, notamment à Maurice. Gérée par la société Vindémia, filiale de Bourbon vendue au groupe Casino dans le cours des années 2000. 
En 2020, le groupe Bernard Hayot a racheté l’enseigne et a débuté un remplacement par Carrefour Market.

## Histoire
En 1972, le premier supermarché de l'enseigne Score ouvre ses portes à Saint-Denis suivi d'autres magasins au rythme d'environ un par an. 
En 1992, le groupe commence à exploiter des magasins sur les îles voisines : Madagascar d'abord en 1992, Mayotte en 1999 et Maurice en 2001. 
En 2002, un premier hypermarché Jumbo Score voit le jour au Port créé par la société mère Vindémia. 
En 2005, l'enseigne de magasins de proximité Score Express est créée à Moufia suivi d'un autre en 2007 à Saint-Gilles.
En 2020, le groupe Bernard Hayot a racheté l’enseigne et a débuté un remplacement par Carrefour. En juillet 2020 à La Réunion , en octobre 2021 à Madagascar, en avril 2023 à Mayotte , en février 2024 à Maurice.